# Дамбек
Дамбек (њем. Dambeck) општина је у њемачкој савезној држави Мекленбург-Западна Померанија. Једно је од 89 општинских средишта округа Лудвигслуст. Према процјени из 2010. у општини је живјело 298 становника. Посједује регионалну шифру (AGS) 13054021.

## Географски и демографски подаци
Дамбек се налази у савезној држави Мекленбург-Западна Померанија у округу Лудвигслуст. Општина се налази на надморској висини од 37 метара. Површина општине износи 17,4 km². У самом мјесту је, према процјени из 2010. године, живјело 298 становника. Просјечна густина становништва износи 17 становника/km².